# Bahnhof Artern
Der Bahnhof Artern ist der Bahnhof der Kleinstadt Artern im Kyffhäuserkreis in Thüringen. Er liegt an der Bahnstrecke Sangerhausen–Erfurt und ist Endpunkt der Bahnstrecke Naumburg–Artern (Unstrutbahn) von Naumburg. Bis 1966 endete in Artern die Bahnstrecke Berga-Kelbra–Artern.

## Geschichte
Der Bahnhof Artern ging am 15. Juli 1880 mit der Eröffnung des ersten Teilstücks der Strecke Sangerhausen–Erfurt zwischen Sangerhausen und Artern in Betrieb. 1881 folgte der zweite Abschnitt der Strecke bis Erfurt. 1889 wurde der Bahnhof mit Eröffnung der Bahnstrecke Naumburg–Artern zum Knotenbahnhof. Zwischen 1916 und 1966 begann im Bahnhof Artern Ost, westlich des Staatsbahnhofes, die Strecke der Kyffhäuser Kleinbahn von Berga-Kelbra nach Artern.
Nach dem Zweiten Weltkrieg wurde das zweite Gleis der Strecke Sangerhausen–Erfurt südlich von Artern demontiert.
2006 wurde der Personenverkehr auf der Unstrutbahn im Abschnitt Wangen–Artern eingestellt. Seitdem findet ausschließlich auf der Strecke Sangerhausen–Erfurt regulärer Verkehr statt.
Das ehemalige Empfangsgebäude befindet sich 2020 in privater Hand und ist bewohnt.
Im nördlichen Bahnhofsbereich lag das Bahnbetriebswerk Artern, das 1950 seine Selbständigkeit verlor. Reste des Rundschuppens sind 2020 noch vorhanden.

## Verkehrsanbindung

### Zug
Artern wird von den folgenden Linien bedient:
| Linie                | Linienverlauf                                                    | Takt (min) | EVU                            | eingesetzte Baureihe |
| -------------------- | ---------------------------------------------------------------- | ---------- | ------------------------------ | -------------------- |
| RE 10                | Magdeburg – Schönebeck – Güsten – Sangerhausen – Artern – Erfurt | 120        | DB Start                       | 1648                 |
| RB 59                | Sangerhausen – Artern – Erfurt                                   | 120        | Abellio Rail Mitteldeutschland | 442                  |
| Stand: 31. März 2025 |                                                                  |            |                                |                      |

Die Linien überlagern sich so, dass sich ein ungefährer Stundentakt ergibt.

### Bus
Auf dem Bahnhofsvorplatz fahren verschiedene Buslinien ab, die die Innenstadt sowie die umliegenden Ortschaften erschließen. Eine Regionalbuslinie führt in die Kreisstadt Sondershausen.